# 横浜テレビ共同聴視
横浜テレビ共同聴視（よこはまテレビきょうどうちょうし）はケーブルテレビ放送局である。

## サービスエリア
- 横浜市西区宮ヶ谷
- 横浜市神奈川区沢渡 松ヶ丘